# 경북창조경제혁신센터
경북창조경제혁신센터(慶北創造經濟革新센터, Gyeongbuk Center for Creative Economy & Innovation)는 정부·지방자치단체·민간 간 협력을 통한 창조경제 실현 및 확산에 기여하기 위하여 설립된 재단법인이다. 경상북도 구미시 구미대로 350-27 (신평동 188) 모바일융합센터 2층에 있다.

## 관련 규정
- 창조경제 민관협의회 등의 설치 및 운영에 관한 규정[4]

## 연혁
- 2014년 11월 25일 경북창조경제혁신센터 재단법인 등기
- 2014년 12월 17일 경북창조경제혁신센터 정식 출범[5]
- 2015년 7월 20일 경북창조경제혁신센터 대표권자 변경 (장순흥 → 김진한)
- 2016년 12월 5일 경북창조경제혁신센터 제2대 김진한 센터장 선임 (연임)

## 같이 보기
| - 서울창조경제혁신센터 - 인천창조경제혁신센터 - 경기창조경제혁신센터 | - 강원창조경제혁신센터 | - 세종창조경제혁신센터 - 충북창조경제혁신센터 - 대전창조경제혁신센터 - 충남창조경제혁신센터 | - 전북창조경제혁신센터 - 광주창조경제혁신센터 - 빛가람창조경제혁신센터 - 전남창조경제혁신센터 - 광양창조경제혁신센터 | - 대구창조경제혁신센터 - 포항창조경제혁신센터 - 부산창조경제혁신센터 - 울산창조경제혁신센터 - 경남창조경제혁신센터 | - 제주창조경제혁신센터 | - 민관합동창조경제추진단 - 경북신용보증재단 - 경북해양바이오산업연구원 - 경북하이브리드부품연구원 - 경북PRIDE상품지원센터 - 경북통상 - 경북테크노파크 |